# Église Saint-Pierre de Julos
Pour les articles homonymes, voir Église Saint-Pierre.
L'église Saint-Pierre de Julos est une église catholique située à Julos, dans le département français des Hautes-Pyrénées en France .

## Localisation
L'église est située dans le département français des Hautes-Pyrénées, sur la commune de Julos.

## Historique
L'édifice est inscrit au titre des monuments historiques en 1979.

## Galerie de photos

Sélection de vues de l'église Saint-Pierre.
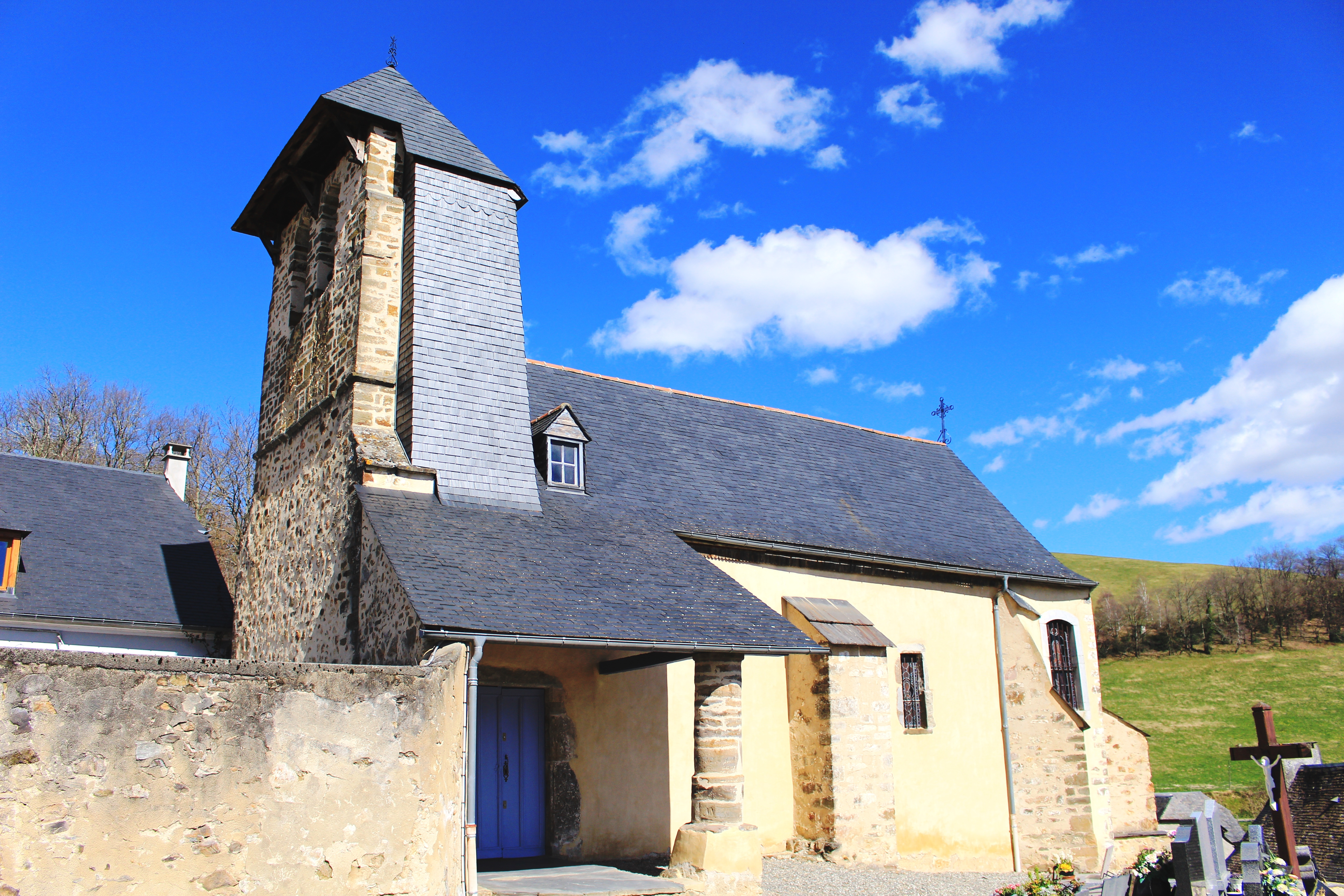
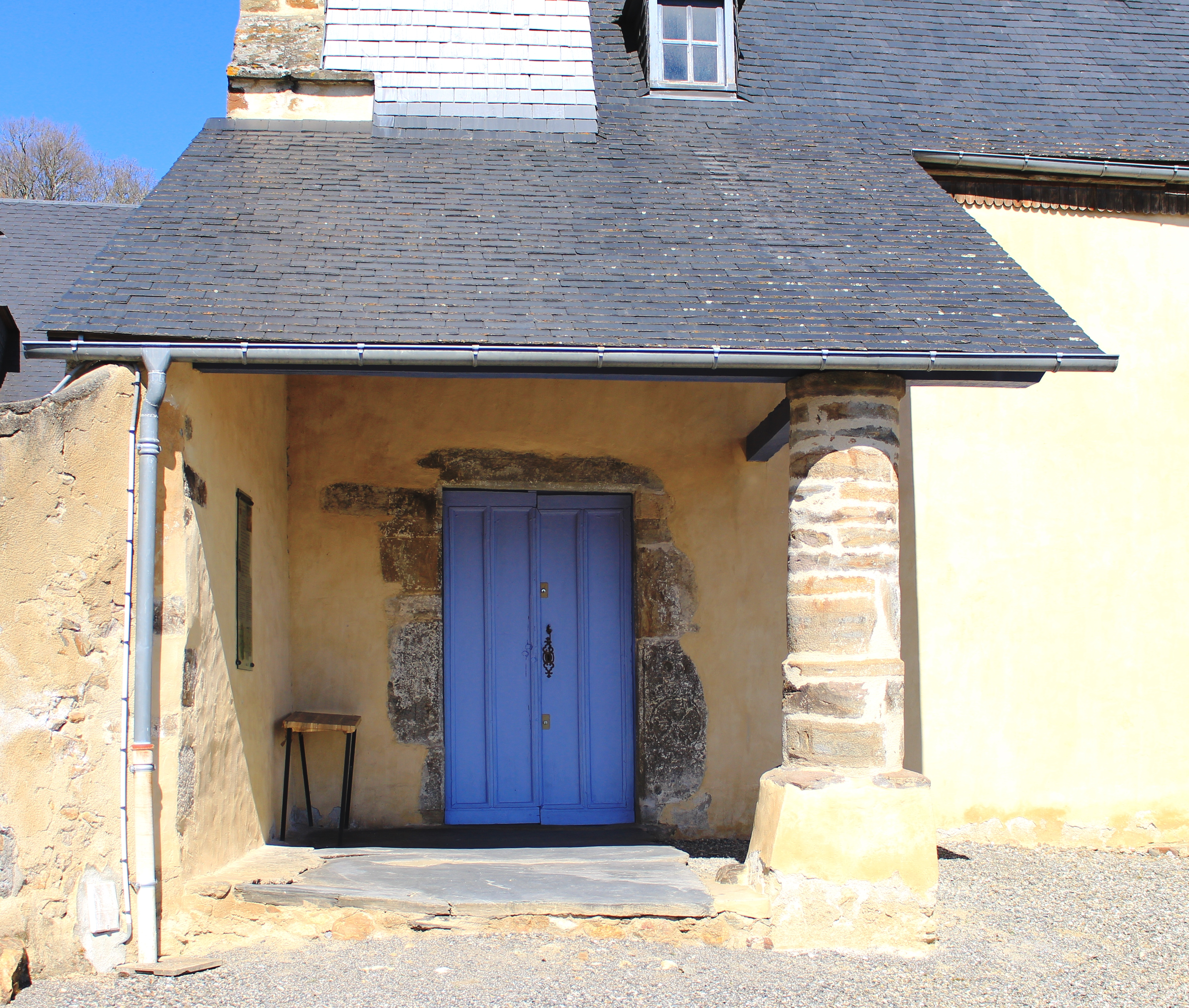
L'entrée.
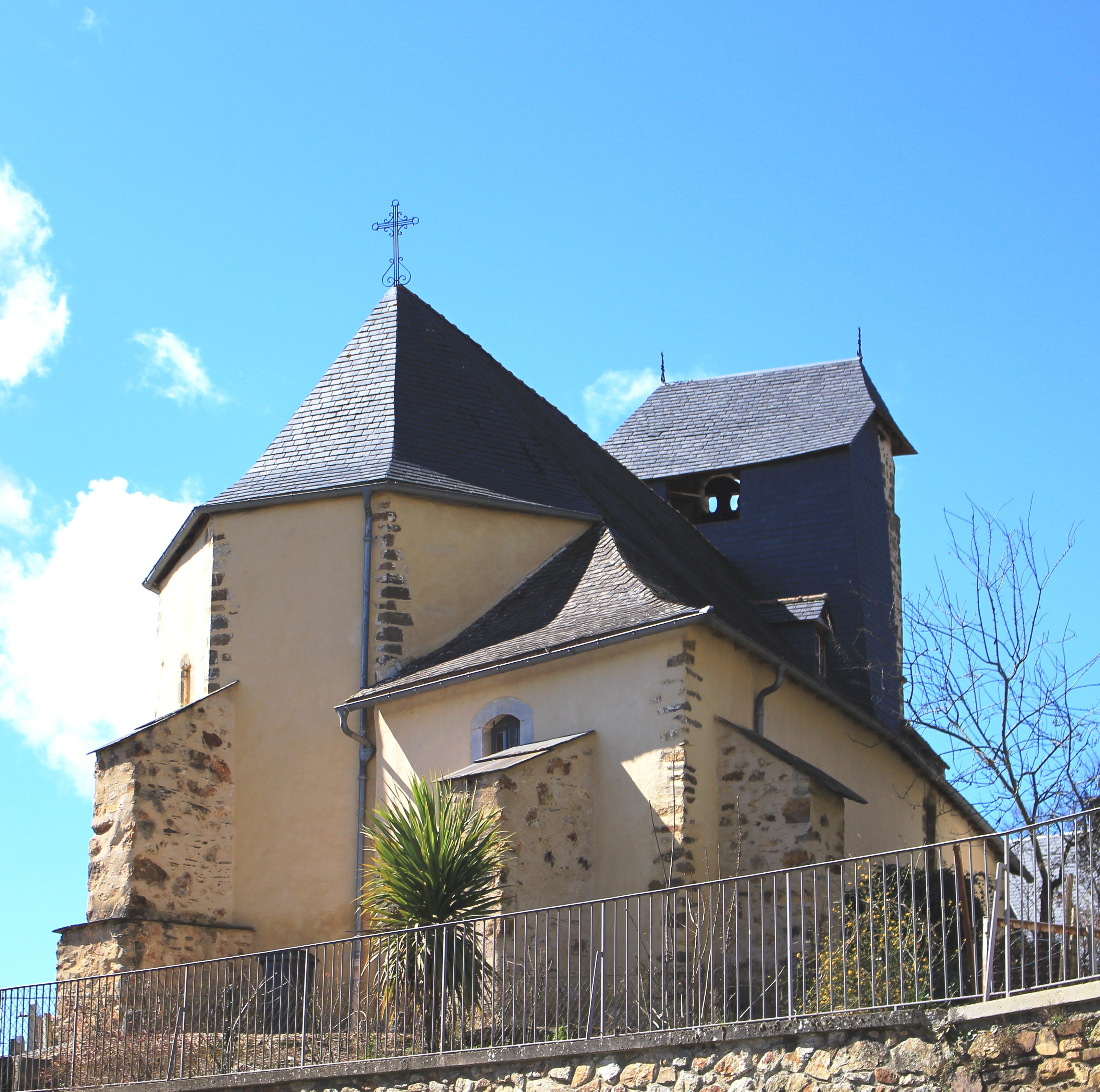